# 김정환 (희극인)
김정환(1981년 4월 17일 ~ )은 대한민국의 개그맨이다.

## 출연 작품
- 웃찾사 (SBS)
  - 〈개투제라블〉
  - 〈연극동아리 딴따라〉
  - 〈나쁜 기집애〉
  - 〈열혈강호〉
  - 〈아저씨〉
  - 〈우리 형〉
  - 〈역사 속 그날〉
  - 〈인터뷰〉
  - 〈덕후월드〉
  - 〈해줘라〉
  - 〈살점〉
  - 〈안녕...〉
- 개그투나잇 (SBS)

## 공연
- 스마일킹 (엔터식스 한양대점 _웃찾사 리턴즈)